# Djibouti aux Jeux olympiques d'été de 2024
Djibouti participe aux Jeux olympiques de 2024 à Paris. Il s'agit de sa 10e participation à des Jeux olympiques d'été.
Les athlètes Mohamed Ismail Ibrahim et Samiyah Hassan Nour sont nommés porte-drapeaux de la délégation djiboutienne.

## Nombre d’athlètes qualifiés par sport
Voici la liste des qualifiés et sélectionnés djiboutiens par sport (remplaçants compris) :
| Sport      | Hommes | Femmes | Total |
| ---------- | ------ | ------ | ----- |
| Athlétisme | 3      | 1      | 4     |
| Judo       | 1      | 0      | 1     |
| Natation   | 1      | 1      | 2     |
| Total      | 5      | 2      | 7     |

## Résultats

### Athlétisme

#### Hommes
| Athlètes               | Épreuve  | Premier tour (ou tour préliminaire) | Premier tour (ou tour préliminaire) | Repêchage (ou premier tour) | Repêchage (ou premier tour) | Demi-finales | Demi-finales | Finale            | Finale  |
| Athlètes               | Épreuve  | Temps                               | Rang                                | Temps                       | Rang                        | Temps        | Rang         | Temps             | Rang    |
| ---------------------- | -------- | ----------------------------------- | ----------------------------------- | --------------------------- | --------------------------- | ------------ | ------------ | ----------------- | ------- |
| Mohamed Ismail Ibrahim | 5 000 m  | 13 min 57 s 47                      | 15e                                 | Non disputé                 | Non disputé                 | Non disputé  | Non disputé  | Éliminé           | Éliminé |
| Abdi Waiss Mouhyadin   | 5 000 m  | 14 min 11 s 88                      | 11e                                 | Non disputé                 | Non disputé                 | Non disputé  | Non disputé  | Éliminé           | Éliminé |
| Bouh Ibrahim (en)      | Marathon | Non disputé                         | Non disputé                         | Non disputé                 | Non disputé                 | Non disputé  | Non disputé  | 2 h 9 min 31 s SB | 14e     |

#### Femmes
| Athlètes            | Épreuve | Premier tour (ou tour préliminaire) | Premier tour (ou tour préliminaire) | Repêchage (ou premier tour) | Repêchage (ou premier tour) | Demi-finales | Demi-finales | Finale   | Finale   |
| Athlètes            | Épreuve | Temps                               | Rang                                | Temps                       | Rang                        | Temps        | Rang         | Temps    | Rang     |
| ------------------- | ------- | ----------------------------------- | ----------------------------------- | --------------------------- | --------------------------- | ------------ | ------------ | -------- | -------- |
| Samiyah Hassan Nour | 5 000 m | 15 min 13 s 63                      | 15e                                 | Non disputé                 | Non disputé                 | Non disputé  | Non disputé  | Éliminée | Éliminée |

### Judo
| Athlète                 | Compétition           | 1er tour                     | 2e tour             | Quart de finale     | Demi-finale         | Repêchage           | Finale              | Rang    |
| Athlète                 | Compétition           | Adversaire Résultat          | Adversaire Résultat | Adversaire Résultat | Adversaire Résultat | Adversaire Résultat | Adversaire Résultat | Rang    |
| ----------------------- | --------------------- | ---------------------------- | ------------------- | ------------------- | ------------------- | ------------------- | ------------------- | ------- |
| Aden-Alexandre Houssein | Moins de 73 kg hommes | Mark Hristov Défaite 10 - 00 | Éliminé             | Éliminé             | Éliminé             | Éliminé             | Éliminé             | Éliminé |

### Natation
| Athlète                     | Épreuve         | Séries  | Séries | Demi-finales | Demi-finales | Finale  | Finale  |
| Athlète                     | Épreuve         | Temps   | Rang   | Temps        | Rang         | Temps   | Rang    |
| --------------------------- | --------------- | ------- | ------ | ------------ | ------------ | ------- | ------- |
| Houmed Houssein Barkat (sr) | 50 m nage libre | 26 s 00 | 54e    | Éliminé      | Éliminé      | Éliminé | Éliminé |

| Athlète     | Épreuve         | Séries  | Séries | Demi-finales | Demi-finales | Finale   | Finale   |
| Athlète     | Épreuve         | Temps   | Rang   | Temps        | Rang         | Temps    | Rang     |
| ----------- | --------------- | ------- | ------ | ------------ | ------------ | -------- | -------- |
| Nina Amison | 50 m nage libre | 33 s 65 | 75e    | Éliminée     | Éliminée     | Éliminée | Éliminée |